# Мермезеу-Велень
Мермезеу-Велень, Мермезеу-Велені (рум. Mermezeu-Văleni) — село у повіті Хунедоара в Румунії. Адміністративно підпорядковане місту Джоаджу.
Село розташоване на відстані 285 км на північний захід від Бухареста, 25 км на північний схід від Деви, 92 км на південь від Клуж-Напоки.

## Населення
За даними перепису населення 2002 року у селі проживали 18 осіб, усі — румуни. Усі жителі села рідною мовою назвали румунську.